# Краснопавлівський народний краєзнавчий музей
Краснопа́влівський наро́дний краєзна́вчий музе́й — районний краєзнавчий музей у смт Краснопавлівка, Лозівський район Харківської області. Музей підпорядкований Управлінню культури Лозівської міської ради Харківської області.

## Загальні дані
Краснопавлівський краєзнавчий музей знайомить відвідувачів з історією селища. У музеї представлені документальні відомості про виникнення та становлення селища, розвиток культури та найцінніші скарби, якими пишаються жителі Краснопавлівки.

## Історія музею
У 1964 році учні та вчителі місцевої школи розпочали роботу зі збирання експонатів для майбутнього музею. Кімнату–музей відкрито 6 листопада 1967 року в сільському Будинку культури. Громадським директором призначено Мойсеєнко Поліну Сергіівну — вчителя історії. Протягом 1968—1985 р.р. діяльність музею тривала, але потім настала перерва.
Виконком Краснопавлівської селищної ради своїм рішенням від 15 грудня 1986 року за № 208 постановив відродити Краснопавлівський краєзнавчий музей. 6 листопада 1987 року музей гостинно відчиняє свої двері у приміщенні контори Краснопавлівського комбінату хлібопродуктів. Директором музею призначений Ленау Іван Лукич (колишній директор школи), який керував музеєм до 2001 року.
Рішенням колегії Харківського обласного управління культури від 14 лютого 1991 року Краснопавлівському краєзнавчому музею присвоєно звання «народний».

## Фонди та експозиція
У фондах — понад 5 тисяч експонатів, із них близько 3 тисяч — оригінальні. Серед унікальних — зуби та бивень мамонта, знайдені під час будівництва каналу Дніпро–Донбас, ікони, богослужбові книги 18–19 ст., вишитий рушник 1868, дитяча енциклопедія 1815, підручник «Обучение церковно-славянской грамоте в церковно-приходских школах и начальных училищах» 1911, «Руководство по кредитной кооперации» Ф. Ісланкіна 1916.
У музеї зберігаються 39 опудал тварин і птахів, осине гніздо розміром 50х60 см. Представлені особисті речі краснопавлівців, які воювали на фронтах Другої світової війни, матеріали про Героїв Радянського Союзу М. Азєва, М. Моргуна, М. Перевозного, є близько 40 картин місцевих художників, великі колекції паперових грошей, монет, значків, поштових марок. Створено діораму природного ландшафту лісостепу, відтворено інтер'єр селянської хати та подвір'я кінця 18 — початку 19 століття.
У Краснопавлівському народному краєзнавчому музеї проводять як оглядові, так і тематичні екскурсії, вечори пам'яті, зустрічі з видатними людьми.
У музеї є такі розділи: 
Природа рідного краю:
- діорама степу Тімохова;
- 50 опудал тварин їх місцевості;
- колекція мінералів;
- історичні рештки (кам'яна баба).

Історія краю:
- видатні люди селища;
- витоки Української Державності;
- Чорнобилська катастрофа;
- етнографічна виставка (знаряддя праці, рушники, ікони);
- кімната бойових дій;
- оригінальні документи війни.

Картинна галерея міських митців «Сучасне життя Лозівського району».